# Caridina spinata
Caridina spinata е вид десетоного от семейство Atyidae. Видът е застрашен от изчезване.

## Разпространение
Разпространен е в Индонезия (Сулавеси).